# La principessa degli intrighi
La principessa degli intrighi (Princess Caraboo) è un film del 1994 diretto da Michael Austin.